# 조이 템페스트
롤프 망누스 요아킴 라르손(스웨덴어: Rolf Magnus Joakim Larsson, 1963년 8월 19일 ~ )은 조이 템페스트(스웨덴어: Joey Tempest)라는 예명으로 활동 중인 영국에 기반을 둔 스웨덴 가수이다. 그는 록 밴드 유럽의 리드 보컬로 가장 잘 알려져 있다. 그는 "The Final Countdown", "Rock the Night", "Cherokee", 그리고 "Carrie"와 같은 밴드의 히트곡을 작곡했다. 그는 1979년에 공연을 시작했다.